# Reality Has Got Me Tied Up
Albums de The Dove Shack
This Is the Shack
(1995)
Reality Has Got Me Tied Up  est le deuxième et dernier album studio de The Dove Shack, sorti en 2000 uniquement au Japon.

## Liste des titres
| No  | Titre                                             | Contient un (des) sample(s) de                                                                | Durée |
| --- | ------------------------------------------------- | --------------------------------------------------------------------------------------------- | ----- |
| 1.  | Intro: Snoop Says                                 |                                                                                               |       |
| 2.  | Going Down (featuring Kam)                        |                                                                                               |       |
| 3.  | Open Eyes (featuring Baby Boy, Bad Azz et Lil' J) |                                                                                               |       |
| 4.  | We Funk G Funk                                    | That's the Way (I Like It) de KC & the Sunshine Band Funkin' for Jamaica (N.Y.) de Tom Browne |       |
| 5.  | We Bump                                           |                                                                                               |       |
| 6.  | Low Low                                           |                                                                                               |       |
| 7.  | Skit R.I.P.                                       |                                                                                               |       |
| 8.  | What You See                                      |                                                                                               |       |
| 9.  | When We Ride                                      |                                                                                               |       |
| 10. | Sorry We Keep Ya (featuring Nate Dogg)            |                                                                                               |       |
| 11. | Sans titre (featuring Madom Dree)                 |                                                                                               |       |
| 12. | Ghetto Song                                       |                                                                                               |       |
| 13. | Skit Train 2                                      |                                                                                               |       |
| 14. | Fucc You Bitches (featuring Goldie Loc)           |                                                                                               |       |
| 15. | What You See (Remix)                              |                                                                                               |       |
| 16. | We Bump (Remix)                                   |                                                                                               |       |